# Gonocephalus beyschlagi
Gonocephalus beyschlagi är en ödleart som beskrevs av  Oskar Boettger 1892. Gonocephalus beyschlagi ingår i släktet Gonocephalus och familjen agamer. Inga underarter finns listade i Catalogue of Life.